# Frankostämpel

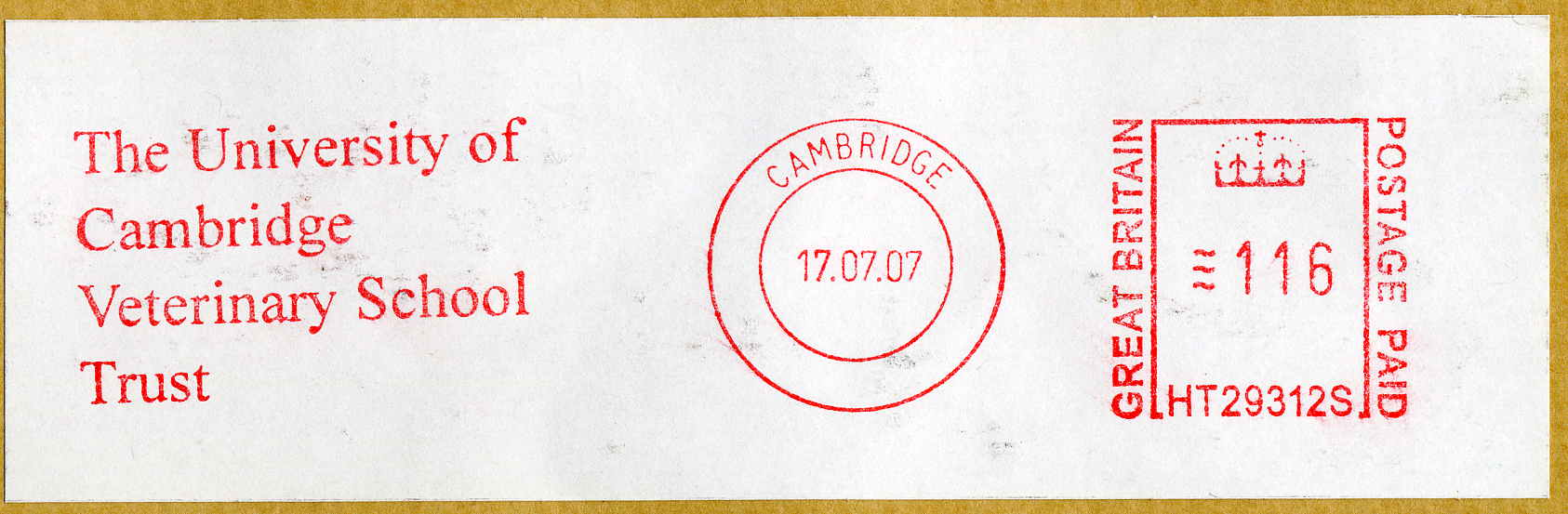
Brittisk frankostämpel från 2007.

Frankostämpel, en typ av frankering. Istället för frimärken kan företag använda sig av särskilda frankostämplingsmaskiner som stämplar försändelsen med datum, valör och frivillig valfri reklam.
I flera länder experimenterade man i slutet av 1800-talet och de första åren på 1900-talet med maskiner som slog olika portostämplar. I USA förekom en maskin som man stoppade pengar i och som sedan slog en stämpel ungefär på samma sätt som dagens frankeringsetikettsmaskiner.
Den första frankostämplingsmaskinen i modern mening provades i Norge 1900. Den var bara i bruk en kort tid men efter ett uppehåll följdes den av förbättrade typer som blev permanenta. Nya Zeeland tillhör också de länder som tidigt införde frankostämplingsmaskiner. I Sverige kom maskinerna i bruk 1 oktober 1926 efter att Generalpoststyrelsen 1 juli samma år beslutat att tillåta tekniken.
Ett företag som vill ha en frankostämplingsmaskin måste ingå ett licensavtal med posten. Eftersom licensnumret finns med i stämpeln så kan en obeställbar frankostämplad försändelse som saknar avsändare returneras till licensinnehavaren.
Maskinen är försedd med datum och valörkliché vilken är postens egendom och är plomberad.
Maskinen håller även räkning på hur mycket man frankerat för. Det är förbjudet att manipulera räkneverket. Förutom att frankostämplingsmaskinen behöver laddas med porto från posten krävs det även att man byter bläckpatroner då och då. Med en frankostämplingsmaskin med inbyggd brevvåg, betalar man automatiskt rätt porto.

## Frankostämplar i Sverige
Svenska frankostämplar förekommer i fyra olika grundtyper beträffande frankodelen. Dessa är benämnda efter det år de togs i bruk. M/26 och m/44 är tämligen lika med en rektangel som innehåller tre kronor, valören och texten Sverige. M/65 har inspirerats av ett frimärke där två av sidorna föreställer frimärkständer. I m/97 har datumdelen och frankodelen slagits ihop till en men m/65:ans likhet med frimärke har behållits.
Som samlingsområde är frankostämplar mycket omfattande. Numera är det enkelt att ändra på reklamen vilket ger mängder av olika objekt och det finns ännu inte någon heltäckande katalogisering, vilket kan anses lockande för samlare.
Det finns i dagsläget fyra leverantörer av frankostämplingsmaskiner i Sverige.